# Koskenkorvan Urheilijat
Koskenkorvan Urheilijat (KoU) är en professionell bobollklubb i Koskenkorva i Ilmola i Finland som spelar i Superpesis. Klubbens hemmaarena är Sähkökoje Areena.

## Historia
Klubben grundades 1945 i Ilmola.
Koskenkorva har vunnit FM-Brons två gånger, 2003 och 2007.

## Hemmaarena
Hemmaarena är Sähkökoje Areena, invigd 1998.